# Klein Harkstede
Klein Harkstede, vroeger ook Lutke Harkstede, is een buurtschap in de Nederlandse gemeente Groningen, met 60 inwoners in 2018. Oorspronkelijk lag het merendeel van de huizen in de gemeente Slochteren. Per 1 januari 2017 is de buurtschap samen met Meerstad overgegaan naar de gemeente Groningen.
Het plaatsje strekt zich uit langs de Borgsloot, die voorheen de grens tussen de beide gemeenten vormde. Hoewel het grotendeels in het kerspel Harkstede lag, kerkten de meeste inwoners in het Groningse Middelbert. Er liep dan ook een kerkpad van het plaatsje naar de kerk van Middelbert.
In de middeleeuwen vormde Klein Harkstede een zelfstandige parochie. De kerk wordt in 1489 nog als een kapel aangeduid, wanneer de zielszorg wordt overgenomen door de kruisheren van Scharmer. Rond 1500 is de parochie al verenigd met die van Harkstede. De kapel moet in de loop van de 16e eeuw zijn verdwenen. Dat de buurtschap eerder tot het kerspel Heidenschap behoorde, is een misverstand.
Klein Harkstede ontleent zijn naam aan het iets oostelijker gelegen dorp Harkstede. Het streek je aan het Damsterdiep bij Ruischerbrug werd wel Hinkemahorn genoemd, naar de afwatering van Middelbert en Engelbert die ten zuidwesten van de Borgwal liep.